# Brachyorrhos
Brachyhorrhos – rodzaj węży z rodziny Homalopsidae.

## Zasięg występowania
Rodzaj obejmuje gatunki występujące w Indonezji (Ambon, Bacan, Wyspy Banda, Buru, Halmahera, Haruku, Laut, Morotai, Saparua, Seram i Ternate). 

## Systematyka

### Etymologia
- Brachyhorrhos: gr. βραχυς brakhus „krótki”[7]; ορρος orrhos „zad”[8].
- Atractocephalus: gr. ατρακτος atraktos „wrzeciono”; -κεφαλος -kephalos „-głowy”, od κεφαλη kephalē „głowa”[3]. Gatunek typowy: Atractocephalus raffrayi Sauvage, 1879.
- Oxyorrhos: gr. οξυς oxus „ostry, spiczasty”[9]; ορρος orrhos „zad”[8]. Gatunek typowy: Oxyorrhos fusiformis Fischer, 1879 (= Rabdion gastrotaenia Bleeker, 1860).

### Podział systematyczny
Do rodzaju należą następujące gatunki: 
- Brachyorrhos albus (Linnaeus, 1758)
- Brachyorrhos gastrotaenius (Bleeker, 1860)
- Brachyorrhos pygmaeus Murphy & Voris, 2020
- Brachyorrhos raffrayi (Sauvage, 1879)
- Brachyorrhos wallacei Murphy, Mumpuni, de Lang, Gower & Sanders, 2012